# Makhzen (Tunisie)
Le makhzen en Tunisie désigne le corps politico-administratif de la régence de Tunis avant la proclamation de la république en 1957.

## Périodes ottomane et mouradite
À partir de la conquête turque de Tunis en 1574, la majorité des fonctions de l'administration et de l'armée sont occupées par des Turcs, comme celles de pacha et de dey, ce qui est le cas de tous les autres membres de la milice. Il arrive souvent que ceux-ci fassent souche en Tunisie et fondent une famille en s'alliant à des familles autochtones tunisoises pour les plus gradés, ou provinciales pour ceux qui sont en poste dans les garnisons de l'intérieur du pays (Daoulatli, Bornaz, Chaouch, Bach Hamba, Bach Tobji, Settari, Stamrad, Ben Jaafar, Belhaouane, etc.). Une minorité de riches autochtones occupent des fonctions du makhzen, comme les Djellouli, caïds-gouverneurs dès l'époque des Hafsides. La famille Siala aussi compte des caïds à l'époque mouradite.

## Période husseinite

### Bey
Au XVIIe siècle, le bey est le deuxième fonctionnaire après le dey, et se voit chargé du contrôle de l'intérieur du pays. En 1705, le soldat ottoman kouloughli Hussein Ben Ali Turki se fait proclamer bey par l'élite de la capitale (ahl al-hall wal aqd ; أهل الحل والعقد) et confirmé par le sultan Ahmed III. Il accède au trône comme monarque, fonction héréditaire jusqu'à la proclamation de la république en 1957. Pendant la période du protectorat français, le pouvoir réel est entre les mains des Français, les beys n'étant que des souverains en apparence.

### Makhzen central

#### Grand vizir
Mustapha Khaznadar est le premier grand vizir reconnu comme tel. Ses prédécesseurs, jusqu'à Mustapha Saheb Ettabaâ, portent le titre de « principal ministre » puisque la Tunisie est alors une province de l'Empire ottoman ; seul son chef de gouvernement porte le titre de « grand vizir ». Cette fonction est réservée aux mamelouks jusqu'à l'instauration du protectorat français en 1881, à l'exception de Mohamed Arbi Zarrouk Khaznadar qui est issu d'une grande famille autochtone alliée aux beys, puis est occupée par les grandes notabilités tunisiennes d'origine autochtone, le premier exemple étant Mohammed Aziz Bouattour.
La disparition du terme en français remonterait aux années 1920, où il est remplacé par celui de Premier ministre, même s'il reste d'usage en arabe jusqu'à la disparition du poste en 1957.

#### Ministre de la Guerre
Instituée par Hussein II Bey après la dissolution de la milice turque de Tunis vers 1828, la fonction de ministre de la Guerre est réservée aux mamelouks. Le ministre doit avoir le rang de général de division à partir des années 1840. Avec l'instauration du protectorat français, c'est au résident général de France en Tunisie d'assurer la fonction de ministre de la Guerre du bey.

#### Ministre de la Marine
Le ministre de la Marine est le troisième personnage dans l'ordre d'importance après le grand vizir et le ministre de la Guerre. Le ministère est réservé aux originaires de l'Empire ottoman, le premier à avoir porté ce titre étant Mohamed Khodja, fils d'un officier turc, suivi par son fils puis une pléiade de mamelouks. Il joue un rôle à la fois militaire et civil, assurant le contrôle des mouvements d'entrée et de sortie des personnes et des marchandises importées et exportées dans les ports tunisiens. Il gère également la marine de guerre, les navires militaires et marchands de l'État, les dépôts d'armes de La Goulette et les points de contrôle dans les ports, les îles et les phares.

#### Ministre des Affaires étrangères
La création d'un département des Affaires étrangères a lieu sous le règne d'Ahmed Ier Bey. Il est placé sous l'autorité du grand vizir, le premier chef du département étant Giuseppe Raffo, un Italien d'origine, et le dernier Mohamed Baccouche, un autochtone tunisien en pleine ascension. Immédiatement avant l'instauration du protectorat, il devient officiellement ministre des Affaires étrangéres.

#### Ambassadeur extraordinaire
L'ambassadeur extraordinaire est un diplomate envoyé par le bey pour résoudre des questions politiques et commerciales. En 1805, la régence de Tunis envoie pour la première fois aux États-Unis un ambassadeur, Slimane Malamalli, pour régler le problème d'un bateau américain confisqué. On peut citer d'autres ambassadeurs du XIXe siècle tels qu'Othman Hachem, Mahmoud Djellouli, Kheireddine Pacha, le général Husseïn ou Mohamed Baccouche.

#### Grand douanier
Équivalent du ministre du Commerce, le grand douanier (qumrugi) dispose du monopole des principales exportations et détient le sceau appliqué aux licences d'exportation (teskérès). Moyennant de fortes sommes versées annuellement au trésor, la charge est acquise par de riches armateurs corsaires ou fermiers fiscaux d'origine autochtone tels que Mahmoud Djellouli, Rajab Ben Ayed ou Slimane Belhadj.

#### Saheb ettabaâ
Le saheb ettabaâ est un mamelouk chargé de la garde des sceaux beylicaux. Il présente ceux-ci lors de la rédaction d'édits beylicaux ou de la tenue d'un conseil de justice (que ce soit au palais du Bardo, à Beït El Mahkama ou au Dar El Bey). Peu à peu, cette charge prend de l'importance et le garde des sceaux devient le premier officiel de l'État, faisant office de Premier ministre du bey. Les titulaires les plus connus du titre sont Youssef Saheb Ettabaâ, Mustapha Saheb Ettabaâ, Ismaïl El Sunni et Chedly Saheb Ettabaâ.

#### Khaznadar
Trésorier du bey et donc de l'État, le khaznadar est toujours un mamelouk, sauf pendant le court intermède de Mohamed Arbi Zarrouk Khaznadar, parent du bey. Mustapha Khaznadar est le dernier titulaire du titre et le plus connu. Le khaznadar est assisté par un receveur chargé de la comptabilité.

#### Kahia (Dar El Pacha)
À l'origine, le kahia est un officier ottoman de Tunis, lieutenant du pacha qui a pour résidence le Dar El Pacha, en plein centre de la médina de Tunis. Il est chargé de la rétribution du corps des janissaires et des soldats ottomans en poste à Tunis, celle-ci se faisant au nom du sultan ottoman, suzerain du bey. La charge perdure et le titulaire reste chargé de l'administration fiscale de l'armée beylicale. Il est également chargé de réceptionner les cadeaux, missives et ambassadeurs arrivés de la capitale ottomane pour les présenter au bey.

#### Cheikh El Médina
Dès la fin du XIXe siècle, il existe la fonction de Cheikh El Médina, une sorte de maire nommé par le bey de Tunis parmi les notables de la capitale, principalement de familles de commerçants, d'oulémas ou de propriétaires terriens, même s'il n'y a pas de membre de familles du makhzen qui habitent la capitale. À partir de 1858, il partage sa fonction avec le président de la municipalité de Tunis choisi parmi les membres de l'administration beylicale. Au lendemain de l'établissement du protectorat français, les deux fonctions sont fusionnées en 1885 et le maire de Tunis porte dès lors le titre de Cheikh El Médina.

#### Maire de Tunis
La fonction de maire de Tunis est créée en 1858, avant d'être fusionnée en 1885 avec la fonction de Cheikh El Médina. Le premier à l'avoir occupé est un mamelouk, le général Husseïn. En général, les grandes familles tunisoises issues de divers milieux — marchands, artisans, fonctionnaires du makhzen de vieille souche ou en pleine ascension dans la société tunisoise à partir de la fin du XIXe siècle — occupent ce poste. Parmi les plus connus figure Mohamed Larbi Zarrouk qui s'est opposé au protectorat français.

### Makhzen de la chancellerie
Le makhzen de la chancellerie est composé de secrétaires de la chancellerie beylicale, de secrétaires du camp ou de secrétaires particuliers, la fonction la plus élevée étant celle de bach kateb. Ces différentes fonctions de chancellerie sont détenues par les grandes familles tunisiennes autochtones, principalement les Lasram, les Bouattour et les Boukhris.
Appelé bach kateb, les services du ministre de la Plume comprennent le diwan el incha. Il est chargé de rédiger et de présenter les actes et décrets (amr) à la signature du bey ou de son garde des sceaux (saheb ettabaâ). De plus, il est chargé de tenir la correspondance du bey avec l'administration et les institutions de l'État, comme les conseils charaïques ou le diwan de Tunis, l'état-major ottoman, etc. Il est aussi tenu de faire parvenir les ordres beylicaux dans les diverses provinces de la régence de Tunis. La fonction est tenue par les grandes familles autochtones et pendant plusieurs décennies par les membres de la seule famille Lasram. Sadok Bey nomme en 1860 un premier secrétaire, Mohammed Aziz Bouattour. Quelques mois plus tard, lors de la constitution du premier gouvernement tunisien moderne, le ministère de la Plume est créé et Bouattour en devient le premier titulaire.

### Makhzen régional
Le poste de caïd-gouverneur est une charge de l'administration régionale de l'État. Le caïd jouit de toutes les prérogatives d'un gouverneur de province : il est chargé de l'administration générale, du maintien de la justice et de la très lucrative charge de fermier d'impôt. Il est l'agent d'exécution du bey de Tunis, il préside à la destinée de la région, de ses tribus et des bourgs environnants.
Il est assisté dans sa fonction et plus localement par les kahias, sortes de lieutenant-gouverneurs à la tête des principales villes, et les khalifas, des sortes de préfets. Il possède le grade, à titre civil, de général de brigade de l'armée tunisienne après les reformes de 1840, puis de la garde beylicale sous le protectorat français à partir de 1881.
Une élite d'anciennes familles autochtones occupent des positions clés dans les réseaux du pouvoir à l'époque, comme caïds, fermiers des monopoles de l'État, négociants, financiers et armateurs corsaires jusqu'à l'abolition de la course. Parmi les plus célèbres figurent les Djellouli, les Ben Ayed et les Belhadj,. À cette élite s'ajoutent d'autres familles de caïds-fermiers qui constituent aussi des dynasties : les Sebaï, les Khayachi, les Nouira et les Mrabet suivis par les Abdelwahab et les Ben Ammar. On assiste à la sortie du cercle du makhzen de ces lignées de caïds-fermiers à la fin du XIXe siècle, à l'exception des Djellouli et des Mrabet, et à l'entrée de nouvelles élites telles que les Baccouche, les Sfar et les Zaouche. Plusieurs branches de grandes familles tunisiennes à l'origine commerçante, rentière ou même religieuse, voient certains membres exercer cette fonction de caïd-gouverneur au début du XXe siècle, telles celles de Mahmoud Lakhoua (famille d'artisans chaouachis) ou de Béchir Belkhodja (famille de savants religieux).

### Makhzen militaire
Le bach agha est le commandant de l'armée beylicale et dirige plusieurs aghas, les commandants de garnison de chaque grande ville du pays. À l'origine, c'est l'agha de la kasbah de Tunis qui occupe ce poste, car c'est la principale garnison turque. Son titulaire est obligatoirement turc, comme le reste des janissaires, mais les beys tentent de placer leurs mamelouks. Moustapha Agha est l'un des plus célèbres titulaires du titre. Sous le règne d'Ahmed Ier Bey, il est remplacé par le ministre de la Guerre.
L'agha des spahis est le commandant de la cavalerie beylicale. Il est placé sous les ordres du bach agha mais joue un rôle protocolaire important. Le titulaire le plus connu est Hussein Ier Bey, fondateur de la dynastie husseinite.
Le bach hamba turc est le chef de la gendarmerie montée turque. Ayant environ 300 cavaliers sous ses ordres, il est responsable du service de sécurité du palais du Bardo et de la police concernant les sujets d'origine turcs du bey, qui ne peuvent se soumettre à une autorité autochtone, en raison de leur statut. Le bach hamba arabe, équivalent du précédent mais secondaire sur le plan protocolaire, est à la tête de la gendarmerie autochtone. Les effectifs placés sous ses ordres sont plus importants que ceux du bach hamba turc.
L'agha des Zouaouas est le commandant des régiments de cavalerie berbère, secondé par le khodja des Zouaouas, chargé de l'intendance, et le kahia du khodja des Zouaouas.